# 稲荷神社 (館林市四ツ谷町)
稲荷神社（いなりじんじゃ）は、群馬県館林市の神社。

## 歴史
1674年（延宝2年）に創建された。羽附村から四ツ谷村が分村する際に創建された。
2001年（平成13年）の改修時に、「天明六年（1786年）」と書かれた角材と、再建時の寄付者の氏名が記載された板が発見された。これを基にした「四ツ谷神社由来記」が奉納されている。
境内には道祖神があり、その銘文によれば「享和三年（1803年）」の造立という。

## 交通アクセス
- 路線バスアゼリアモール前停留所より徒歩21分。